# Elzéar-Henri Juchereau Duchesnay
Pour les articles homonymes, voir Duchesnay.
Elzéar-Henri Juchereau Duchesnay, né le 19 juillet 1809 et mort le 12 mai 1871, est un seigneur, avocat et homme politique du Bas-Canada. Il siège également au Sénat du Canada de 1867 à sa mort.  

## Biographie
Juchereau Duchesnay, parfois aussi dénommé Henri-Elzéar, est né à Beauport, Bas-Canada en 1809, le fils de Antoine-Louis Juchereau Duchesnay. Il étudie le droit, et est appelé au barreau en 1832 et il s'est installé à Sainte-Marie. En 1838, à la mort de sa première épouse, Julie Perrault, fille de Olivier Perrault, il a hérité la partie de la seigneurie Sainte-Marie. En 1846, il devient lieutenant-colonel dans les locaux de la milice. Il s'intéresse aussi à l'agriculture et est président de la société d'agriculture du comté. Il est élu au Conseil législatif de la province du Canada en 1856 pour Lauzon et jusqu'à la Confédération, lorsqu'il fut nommé au Sénat du Canada pour Lauzon. Il a été maire de Sainte-Marie-de-la-Beauce de 1868 à 1870. 
Il est mort à Sainte-Marie-de-la-Beauce en 1871.
Un de ses fils, Charles-Edmond, devient surintendant du Canadian Pacific en Colombie-Britannique. Un autre fils, Henri-Jules a servi dans la chambre des communes. Son petit-fils François-Xavier Chouinard, est commis la Ville de Québec jusqu'en 1961.